# 圣克鲁斯-达维多利亚
圣克鲁斯-达维多利亚（葡萄牙語：Santa Cruz da Vitória）是巴西巴伊亚州的一个市镇。总面积250.035平方公里，总人口7296人，人口密度29.2人/平方公里。